# Maciej Sulęcki
Maciej Sulęcki (* 2. Mai 1989 in Warschau) ist ein polnischer Profiboxer im Halbmittelgewicht.

## Amateurkarriere
Sulęcki begann im Alter von elf Jahren mit dem Boxsport und bestritt bis 2010 rund 140 Amateurkämpfe. Er wurde 2004 und 2005 polnischer Kadettenmeister, 2007 polnischer Juniorenmeister, sowie Bronzemedaillengewinner der polnischen Elite-Meisterschaften 2008, 2009 und 2010. Darüber hinaus war er Teilnehmer der Kadetten-Europameisterschaften 2005 in Ungarn und der EU-Meisterschaften 2009 in Dänemark.

## Profikarriere
Unter Andrzej Gmitruk wechselte er 2010 ins Profilager und gewann sein Debüt am 19. Juni 2010 durch einen Erstrunden-Knockout. Sein erster bedeutender Gegner wurde Jurij Nuschnenko (Bilanz: 31-2), den er im Juni 2012 einstimmig nach Punkten besiegte. Im November 2014 schlug er Grzegorz Proksa (29-3) durch technischen Knockout in der siebenten Runde.
2015 und 2016 gewann er vier Kämpfe in den Vereinigten Staaten, darunter im Juni 2016 durch technischen Knockout gegen den bis dahin ungeschlagenen Hugo Centeno junior (24-0).
Am 21. Oktober 2017 boxte er in einem WM-Ausscheidungskampf der WBC gegen Jack Culcay-Keth (22-2) und gewann einstimmig. Gegen Daniel Jacobs (33-2) verlor er am 28. April 2018 einstimmig nach Punkten. 
Am 29. Juni 2019 verlor er beim Kampf um die WBO-Weltmeisterschaft im Mittelgewicht nach Punkten gegen Demetrius Andrade (27-0).